# BOOM UP! Fukuoka
BOOM UP! Fukuoka（ブームアップ!フクオカ）は、かつてfm fukuokaで月曜〜木曜　18:30〜20:00に放送されていたラジオ番組。「パーソナリティーとリスナーが世代を超えて語り合うこと」をコンセプトとしている。
2006年3月30日をもって5年間の放送を終了した。この流れを西川さとりがパーソナリティのSTAND UP! MORNING（スタモニ）に引き継いだ。

## 出演者
パーソナリティー
- 西川さとり
- 本山順子（月・火）
- 田代奈々（水・木）
- 木村佳代（番組開始当初のパーソナリティ）

レポーター
- マッチョ

## 放送コーナー
18時台
- ZOOM UP!Today
- 天気予報（Weather Report）
- クイズ（ZOOM UP!Todayで出された話題から出題）

19時台
- アーティストからのメッセージ紹介
- マッチョレポート（ゲスト出演の場合は休止に。この時マッチョはスタジオにいることが多い）
- 福岡500万人のBOOM UP!委員会
- メッセージアウォード